# Campionati europei di atletica leggera 2024 - Staffetta 4×400 metri mista
La gara della staffetta 4×400 metri mista dei campionati europei di atletica leggera 2024 si è svolta il 7 giugno.

## Podio
| Pos.    | Atleti                                                               | Nazionalità | Tempo   |
| ------- | -------------------------------------------------------------------- | ----------- | ------- |
| Oro     | Christopher O'Donnell Rhasidat Adeleke Thomas Barr Sharlene Mawdsley | Irlanda     | 3'09"92 |
| Argento | Luca Sito Anna Polinari Edoardo Scotti Alice Mangione                | Italia      | 3'10"69 |
| Bronzo  | Liemarvin Bonevacia Lieke Klaver Isaya Klein Ikkink Femke Bol        | Paesi Bassi | 3'10"73 |

## Situazione pre-gara

### Record
Prima di questa competizione, il record del mondo e il record europeo erano i seguenti.
| Record                | Prestazione                                                                                              | Nazione                                                                                                  | Data e luogo                                                                                             | Competizione                                                                                             |
| --------------------- | --- | --- | --- | --- |
| Record mondiale       | 3'08"80                                                                                                  | Stati Uniti Robinson, Effiong, Boling, Holmes                                                            | 19 agosto 2023 Budapest, Ungheria                                                                        | Campionati del mondo 2023                                                                                |
| Record europeo        | 3'09"87                                                                                                  | Polonia Zalewski, Kaczmarek, Święty, Duszyński                                                           | 31 luglio 2021 Tokyo, Giappone                                                                           | Giochi della XXXII Olimpiade                                                                             |
| Record dei campionati | Record vacante: la staffetta 4×400 mista è per la prima volta parte del programma dei campionati europei | Record vacante: la staffetta 4×400 mista è per la prima volta parte del programma dei campionati europei | Record vacante: la staffetta 4×400 mista è per la prima volta parte del programma dei campionati europei | Record vacante: la staffetta 4×400 mista è per la prima volta parte del programma dei campionati europei |

### La stagione
Prima di questa gara, le squadre con le migliori tre prestazioni dell'anno erano:
| Pos. | Atleta                                        | Prestazione | Data e luogo                  |
| ---- | --------------------------------------------- | ----------- | ----------------------------- |
| 1    | Paesi Bassi Boers, Klaver, Klein Ikkink, Bol  | 3'11"45     | 5 maggio 2024 Nassau, Bahamas |
| 2    | Irlanda Greene, Adeleke, Barr, Mawdsley       | 3'11"53     | 5 maggio 2024 Nassau, Bahamas |
| 3    | Gran Bretagna Young, Nielsen, Dobson, Yeargin | 3'12"99     | 5 maggio 2024 Nassau, Bahamas |

## Risultati

### Finale
La finale si è tenuta il 7 giugno alle ore 22:20.
| Pos     | Corsia | Atlete                                                                          | Nazionalità   | Tempo   | Note                                     |
| ------- | ------ | ------------------------------------------------------------------------------- | ------------- | ------- | ---------------------------------------- |
| Oro     | 7      | Christopher O'Donnell, Rhasidat Adeleke, Thomas Barr, Sharlene Mawdsley         | Irlanda       | 3'09"92 |                                          |
| Argento | 3      | Luca Sito, Anna Polinari, Edoardo Scotti, Alice Mangione                        | Italia        | 3'10"69 |                                          |
| Bronzo  | 5      | Liemarvin Bonevacia, Lieke Klaver, Isaya Klein Ikkink, Femke Bol                | Paesi Bassi   | 3'10"73 |                                          |
| 4       | 8      | Jonathan Sacoor, Naomi van der Broeck, Alexander Doom, Helena Ponette           | Belgio        | 3'11"03 |                                          |
| 5       | 6      | Charlie Carvell, Hannah Kelly, Lewis Davey, Emily Newnham                       | Gran Bretagna | 3'13"97 |                                          |
| 6       | 9      | Matěj Krsek, Lada Vondrová, Vít Müller, Barbora Malíková                        | Rep. Ceca     | 3'14"24 | Miglior prestazione personale stagionale |
| 7       | 2      | Karol Zalewski, Marika Popowicz-Drapała, Maksymilian Szwed, Aleksandra Formella | Polonia       | 3'15"32 |                                          |
|         | 4      | Wilfried Happio, Sounkamba Sylla, Muhammad Abdallah Kounta, Louise Maraval      | Francia       | dq      | [ 3 ]                                    |